# Sultanato di Agadez
Il sultanato di Agadez fu uno stato dell'Africa sahariana, esistito tra il XV secolo ed il XX secolo.

## Storia

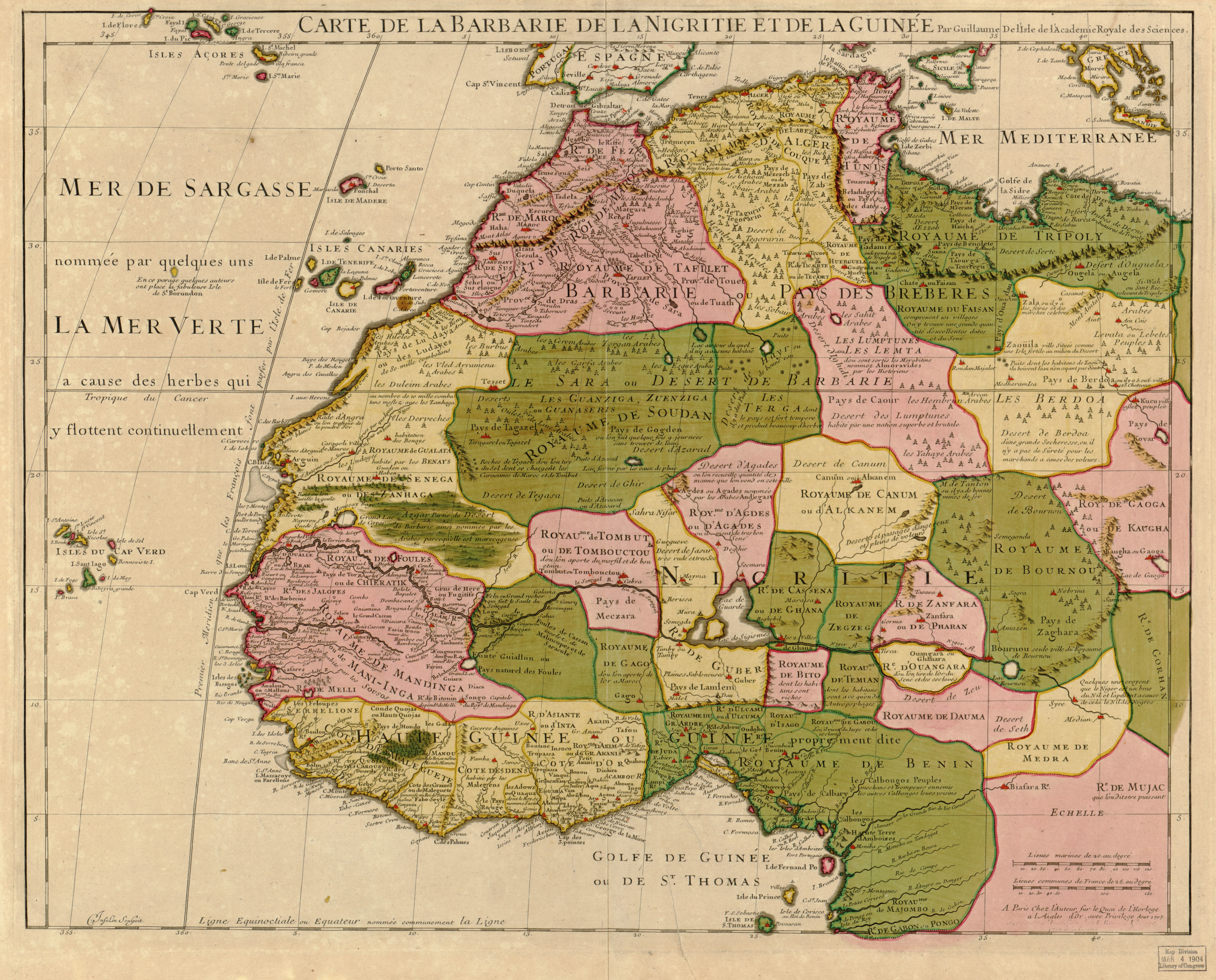
Mappa del 1707 dell'Africa nord-ovest, al cui centro si può vedere il "Roy.me d'Agdes ou d'Agades".

Il sultanato era stato fondato da Yunus nel 1405, che fu scelto come sovrano dalle varie tribù tuareg dell'Aïr che erano riuscite nei decenni precedenti a staccare la zona dall'area di influenza dell'Impero del Mali.
Prima residenza del sultano Yunus fu Tadeliza, località non bene identificata che probabilmente era solo un luogo di ristoro delle tribù nomadi. Successivamente la capitale venne Te-n-Chamane, che può essere identificata con un'area nei pressi di Agadez, la cui fondazione, su un villaggio preesistente è da collocare intorno alla metà del XV secolo.
Nel 1430 divenne sultano Ilisawan che stabilì la propria capitale ad Agadez alla fine del suo regno. Alla sua morte, per un cinquantennio, si succedettero vari sultani più o meno legittimi.
Nel 1502 salirono al trono i fratelli Mohamed el Adel e Mohamed Homad che governarono Agadez sino alla conquista di Askia Mohammad I, imperatore Songhai, avvenuta intorno al 1515. Gao impose ad Agadez sovrani fantocci e un pesante tributo, ma lo stato godette di riflesso della buona amministrazione Songhai, dalle ampliate possibilità commerciali che la sudditanza all'impero permetteva e dalla protezione che questo garantiva contro i nemici esterni.
Durante la dominazione Songhai venne ricostruita e rinnovata anche la moschea di Agadez, destinata a divenire punto di riferimento architettonico dell'area.
I dati riportati dal geografo ed esploratore berbero Leone l'Africano, che visitò la città nel 1516, permettono di stimare la popolazione di Agadez a 50.000 abitanti.
Caduto l'impero Songhai nel 1591, il sultanato, guidato da Mohamed ben Adel si liberò del vassallaggio.
Il sultanato entrò in conflitto con il Bornu, che effettuò varie spedizioni punitive e ottenne per qualche anno di imporre un tributo ad Agadez.
Vennero effettuate una serie di campagne contro il popolo Kebbi che portarono alla conquista dell'Ader nel 1674, che divenne un regno sottoposto. 
Intorno al 1685 venne effettuata anche una spedizione punitiva contro il Bornu, che si concluse con una grande vittoria e un ingente bottino di schiavi. 
Negli stessi anni vennero effettuate numerose azioni contro lo Zamfara.
Nel corso del XVIII secolo il sultanato entrò in una fase di decadenza, a causa anche delle ribellioni interne delle tribù tuareg, ed 
aggravata anche dall'alluvione che distrusse la città nel 1786.
Al passaggio dell'esploratore tedesco Heinrich Barth intorno alla metà del XIX secolo, questi trovò Agadez decaduta, con il quartiere meridionale abbandonato, solo dieci moschee aperte (quando nel periodo di massimo splendore erano settanta) e solo 7.000 abitanti, schiavi compresi. Barth comunque constatò la relativa ricchezza del sultano e del prestigio che ancora avvolgeva la sua figura.
Nella conferenza di Bruxelles del 1890, che seguì negli intenti quella di Berlino del 1884, vennero definite le aree di interesse degli imperi coloniali francese e britannico nell'Africa occidentale e lungo l'alveo del fiume Niger: il sultanato ricadde nell'area di competenza di Parigi, che riuscì ad imporre un controllo pressoché totale sia dal punto di vista economico che politico. Ultimo sovrano che salì sul trono senza influenza straniera fu Othman nel 1903.
Ultimo sultano fu Abel-er-Ramin Taghama, che pur messo sul trono dagli stessi francesi, nel 1916 appoggiò i rivoltosi Senussi guidati da Kaocen Ag Mohammed e appoggiati dall'Impero ottomano, che combattevano i colonizzatori francesi e italiani nell'area sahariana.
Il 3 marzo 1917 Agadez fu conquistata dalle truppe francesi, mentre la ribellione continuò nei due anni seguenti sulle vicine montagne, venendo però infine domata: Taghama fu catturato dai francesi il 7 maggio 1919. Portato ad Agadez, fu probabilmente assassinato in prigione prima del suo processo nella notte tra il 29 e 30 aprile.
L'amministrazione coloniale francese riconosce l'importanza delle istituzioni tradizionali, e richiama ad Agadez il sultano Ibrahim nel 1917. La fine della Grande Guerra fa ripartire anche le rotte del commercio trans-sahariano, ma la relazione tra colonialisti e colonizzati resta difficile. Ibrahim è prima messo agli arresti per "slealtà", quindi detronizzato nel novembre 1919 per "incapacità". Resta comunque in carica fino al 1960, anno dell'indipendenza della Repubblica del Niger. L'attuale sultano dell'Aïr, Oumarou Ibrahim Oumarou, è suo nipote, in carica dal 2012.